# 六亚甲基三过氧化二胺
六亚甲基三过氧化二胺（Hexamethylene triperoxide diamine，HMTD）是一种有机过氧化物起爆藥，由Legler在1885年首先制得。
作為一種有机过氧化物，由於分子內過氧鍵的存在，HMTD對摩擦、火焰及物理衝擊較敏感，但穩定性和TATP等相比尚佳。紫外線的照射與金屬離子的存在都將敏化HMTD。不含酸、鹼和金屬離子、純淨的HMTD有著良好的化學穩定性且不易昇華。
HMTD由过氧化氢与乌洛托品在酸性条件下反应制得，反应失控会喷出甲醛气味，合成較雷汞簡便，在起爆力、穩定性（相较于TATP和雷汞）與成本方面亦有優勢，但起爆效果不如叠氮化铅。曾用于矿井中的爆破，但已被特屈儿等更稳定的炸药所取代。
目前HMTD大多用作自杀式袭击炸弹中，恐怖分子在伦敦七七爆炸案与2006年跨大西洋航机恐怖袭击阴谋时使用的炸药中也可能含有HMTD。